# Wilhelm Böggering
Wilhelm Böggering (* 12. Mai 1902 in Liedern; † 4. Mai 1974 in Bocholt) war ein deutscher Kommunalpolitiker und ehrenamtlicher Landrat (CDU).

## Leben und Beruf
Nach dem Schulbesuch absolvierte er eine landwirtschaftliche Ausbildung und war anschließend als Landwirt tätig. Böggering war verheiratet und hatte sechs Kinder.
1945 war er Mitbegründer des CDU-Kreisverbandes Borken-Bocholt.
Böggering war vom 12. Februar 1946 bis zum 27. November 1969 Mitglied des Kreistages des Landkreises Borken. Vom 29. November 1954 bis zum 27. November 1969 war er Landrat des Kreises. Er war Mitglied des Rates der Gemeinde Liedern von 1946 bis 1948 und Mitglied der Amtsvertretung des Amtes Liedern-Werth von 1952 bis 1961.
Böggering war in verschiedenen Gremien des Landkreistages Nordrhein-Westfalen tätig.

## Sonstiges
Am 4. September 1969 wurde ihm das Bundesverdienstkreuz I. Klasse verliehen.